# Bernhard Cuiper
Bernhard Cuiper (* 8. Oktober 1913 in Frankfurt am Main; † 29. April 1999 in Kelheim) war ein deutscher Basketballspieler.

## Werdegang
Bernhard Cuiper war Teil der deutschen Nationalmannschaft, die beim ersten olympischen Basketballturnier bei den Olympischen Sommerspielen 1936 in Berlin den 15. Platz belegte.
Cuiper war Soldat und spielte für die Heeressportschule Wünsdorf.